# Österfärnebo
Österfärnebo är en tätort  i Sandvikens kommun och kyrkbyn i Österfärnebo socken.

## Befolkningsutveckling
| Befolkningsutvecklingen i Österfärnebo 1950–2020 | Befolkningsutvecklingen i Österfärnebo 1950–2020 | Befolkningsutvecklingen i Österfärnebo 1950–2020 | Befolkningsutvecklingen i Österfärnebo 1950–2020 | Befolkningsutvecklingen i Österfärnebo 1950–2020 |
| ------------------------------------------------ | ------------------------------------------------ | ------------------------------------------------ | ------------------------------------------------ | ------------------------------------------------ |
|                                                  |                                                  |                                                  |                                                  |                                                  |
| År                                               |                                                  |                                                  | Folkmängd                                        | Areal (ha)                                       |
| 1950                                             | 1950                                             |                                                  | 558                                              |                                                  |
| 1960                                             | 1960                                             |                                                  | 533                                              |                                                  |
| 1965                                             | 1965                                             |                                                  | 546                                              |                                                  |
| 1970                                             | 1970                                             |                                                  | 560                                              |                                                  |
| 1975                                             | 1975                                             |                                                  | 584                                              |                                                  |
| 1980                                             | 1980                                             |                                                  | 558                                              |                                                  |
| 1990                                             | 1990                                             |                                                  | 548                                              | 117                                              |
| 1995                                             | 1995                                             |                                                  | 563                                              | 119                                              |
| 2000                                             | 2000                                             |                                                  | 575                                              | 119                                              |
| 2005                                             | 2005                                             |                                                  | 550                                              | 119                                              |
| 2010                                             | 2010                                             |                                                  | 483                                              | 116                                              |
| 2015                                             | 2015                                             |                                                  | 470                                              | 137                                              |
| 2020                                             | 2020                                             |                                                  | 462                                              | 132                                              |
|                                                  |                                                  |                                                  |                                                  |                                                  |

## Samhället

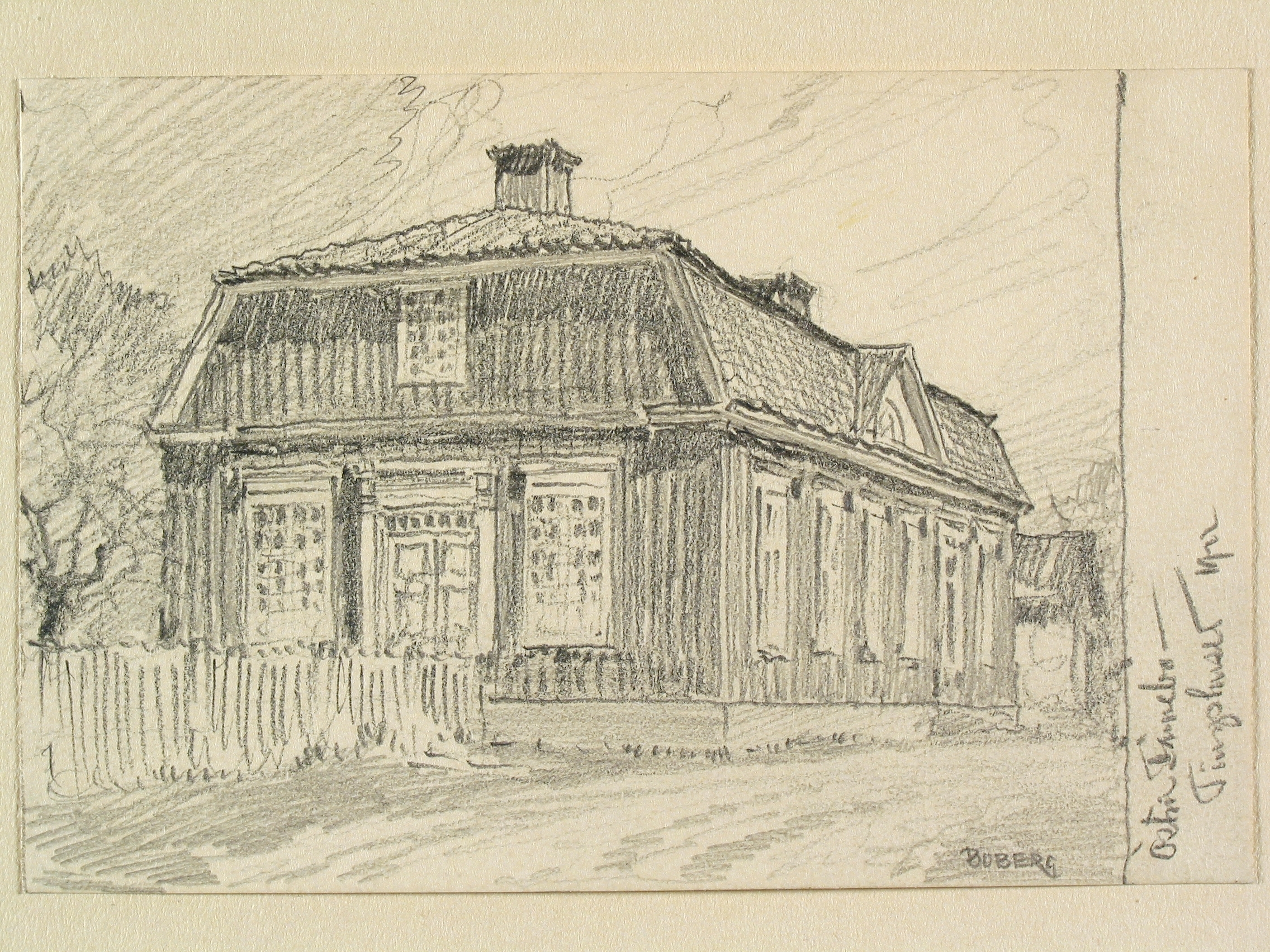
Tingshuset i Österfärnebo, teckning av Ferdinand Boberg 1922.

I Österfärnebo ligger Österfärnebo kyrka, Färnebo folkhögskola och Lundgrens Bageri & Konditori. Strax utanför finns Koversta Gammelby som är en oskiftad radby.

## Idrott
Idrottsföreningen Österfärnebo IF  sysslar med friidrott, fotboll, orientering, motion, innebandy och skidor.  För ridning finns Österfärnebos ryttarsällskap. Vid idrottsplatsen Solliden finns möjlighet att spela fotboll och friidrotta. Här finns också 2,5 kilometer långt elljusspår som används till såväl löpning som skidåkning.

## Kommunikationer
Österfärnebos viktigaste väg är länsväg 272 som går genom samhället. X-trafiks buss nummer 47 till och från Sandviken i norr samt vissa turer till och från Gysinge i söder passerar orten och är dess enda kollektivtrafikförbindelse med regelbundna avgångar. Före 2009 fanns även i olika omgångar en busslinje söderut mot Östervåla i Heby kommun via bland annat Gysinge och Kerstinbo, den så kallade Gysingelänken.